# ЮнайтедХелт Груп
„ЮнайтедХелт Груп“ (на английски: UnitedHealth Group) е американско здравноосигурително предприятие със седалище в Минитонка, Минесота.
Основано е през 1977 година и първоначално управлява здравноосигурителния план на лекарите в щата. С поредица от сливания от 90-те години се разраства, превръщайки се в една от най-големите компании в света с пазарна капитализация от 401 милиарда щатски долара и приходи от 285 милиарда през 2021 година.